# Mersul lui Isus pe apă

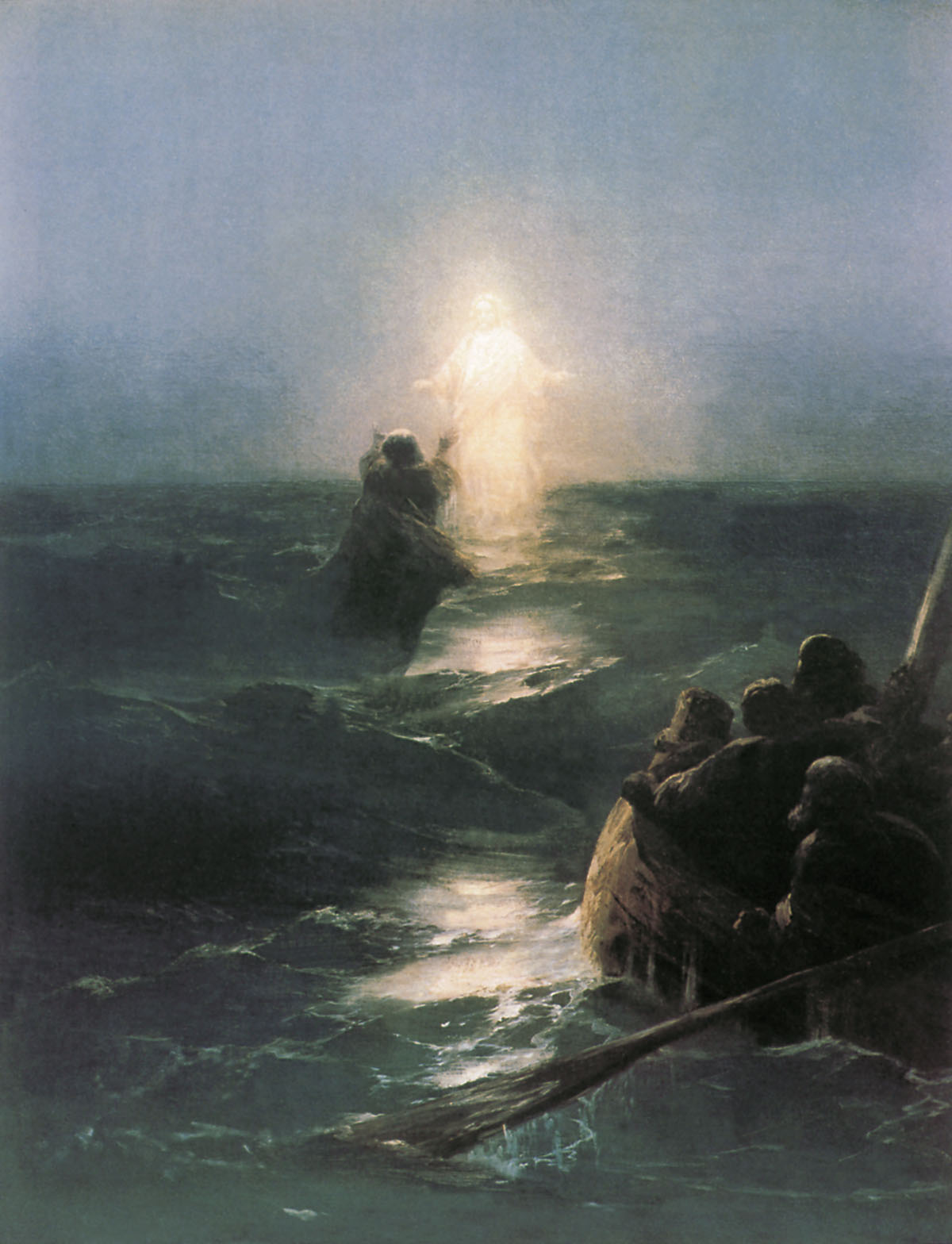
Isus merge pe apă, de Ivan Aivazovski (1888)

Mersul lui Isus pe apă este una din minunile lui Iisus, consemnată în Evanghelia după Matei (14:22-33) , în cea după Marcu (6:45-52)  și în cea după Ioan (6:16-21) .
În conformitate cu relatările biblice, Isus din Nazaret și-a trimis ucenicii într-o corabie, pentru a ajunge pe malul celălalt al Mării Galileei, dar când ei se aflau pe mare, l-au văzut pe Isus "mergând pe apă" pentru a-i întâlni. Ucenicii s-au înspăimântat la început, au crezut că văd o nălucă, dar când Isus le-a vorbit și a urcat pe navă, ei și-au revenit. Conform Evangheliei după Matei, Apostolul Petru a mers pe apă către Isus, dar s-a speriat de vânt și de valuri și a început să se scufunde, iar Iisus l-a salvat.

## Interpretare creștină
Miracolul mersului pe apă are interpretări specifice conform învățăturilor creștine. Merrill Tenney a afirmat că acest incident se află în centrul relațiilor lui Isus cu ucenicii săi. În mod similar, autorii Dwight Pentecost și John Danilson argumentează că această minune a fost săvârșită intenționat de Isus pentru a-și instrui ucenicii și a le mări credința.

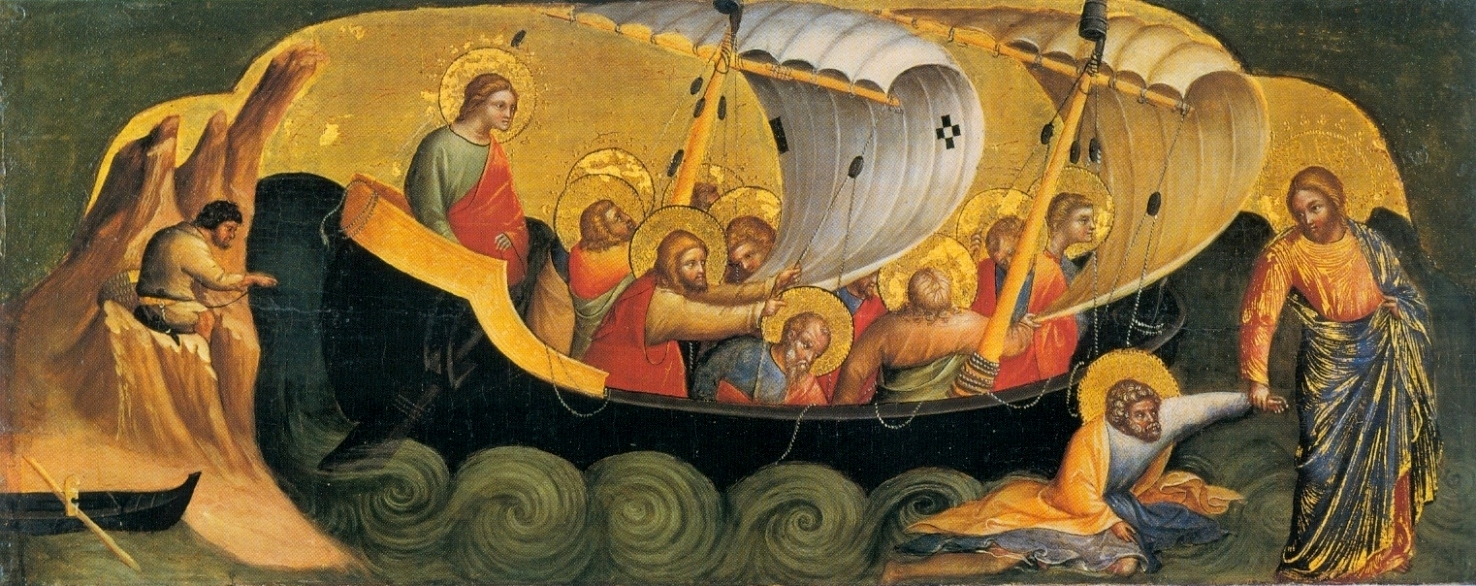
Isus salvându-l pe Petru care a început să se scufunde în apă, de Veneziano, 1370

Pentecost și Danilson notează că după Evanghelia lui Ioan (Ioan 6:19), apostolii au reușit să vâslească abia puțin peste trei mile după mai multe ore în care corabia lor a fost lovită de valuri și de vânt. Cu toate acestea, deși furtuna i-a împiedicat să urmeze porunca lui Isus, ei nu au renunțat și au continuat să vâslească (Marcu 6:48).
În zori pe când Isus mergea către ei, ucenicii și-au dat seama că "marea care îi împiedicase să înainteze nu era niciun obstacol în calea lui Hristos și toți se temeau că Lui nu îi era frică." 
Apostolul Petru a arătat la început o mare credință și a mers pe apă către Isus, dar pe măsură ce mergea a început să se înspăimânte și să scufunde și a strigat: "Doamne, salvează-mă." Imediat, Isus l-a apucat de mână și l-a tras, spunându-i: "Puțin credinciosule, de ce ai început să te îndoiești?" Aici Isus îi arată că îndoiala temporară în puterea lui Cristos a fost cauza scufundării lui Petru.
Doar după ce Isus l-a adus pe Petru în corabie, vântul s-a domolit (Matei 14:32). La sfârșitul incidentului, apostolii au spus: "Cu adevărat tu ești Fiul lui Dumnezeu". Pentecost și Danilson sugerează că minunea a fost săvârșită pentru a-i învăța pe ucenici că atunci când întâmpină greutăți, ei au nevoie de credință în Dumnezeu pentru a le depăși.

## Alte interpretări
Scepticii susțin că se poate să fi existat un mijloc natural de sprijin, cum ar fi o bară de nisip, sau că relatările biblice ar putea fi legende. După o altă opinie, Isus ar fi realizat minunea mergând pe lac pe o suprafață plutitoare sau de gheață, formată ca urmare a temperaturii scăzute. Cu toate acestea, autorul Dawn Wilhelm respinge teoriile despre existența unor recifuri sau a unei suprafețe de gheață și afirmă că cel care crede în Evanghelii poate crede și că Isus a avut puterea de a învinge forțele naturii în orice situație.
R.T. France afirmă că scriitorii acestor Evanghelii adaugă precizarea că barca a făcut un drum lung de la țărm pentru a spulbera îndoielile credincioșilor Noului Testament că Isus a mers pe un recif sau pe o bară de nisip și că incidentul trebuie să-i fi impresionat puternic pe pescarii care vâsleau pe lac. Iar reprezentarea lui Petru care se scufundă este concepută ca o confirmare a adâncimii apei și a faptului că nu exista niciun alt mijloc de sprijin.
Cuvântul 'ἐπὶ' din textul grecesc original ar putea fi folosit ca "spre" în loc de "pe" , ceea ce înseamnă că Isus a umblat spre apă în loc de pe apă. Evangheliile lui Marcu și Ioan permit această ambiguitate, dar în textul lui Matei scufundarea lui Petru face ca această traducere să fie neverosimilă.

## Picturi

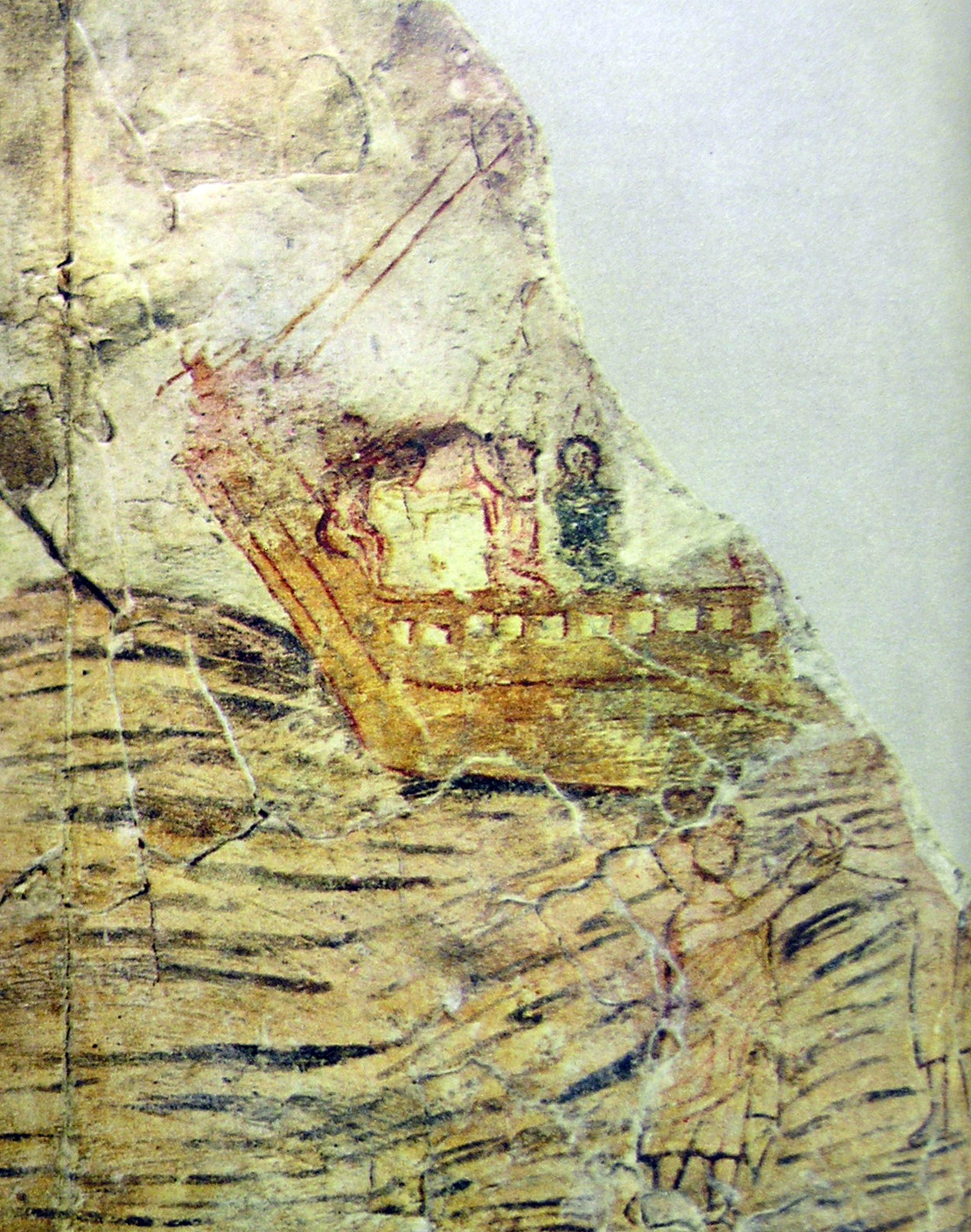
Dura Baptistry, sec. III-IV
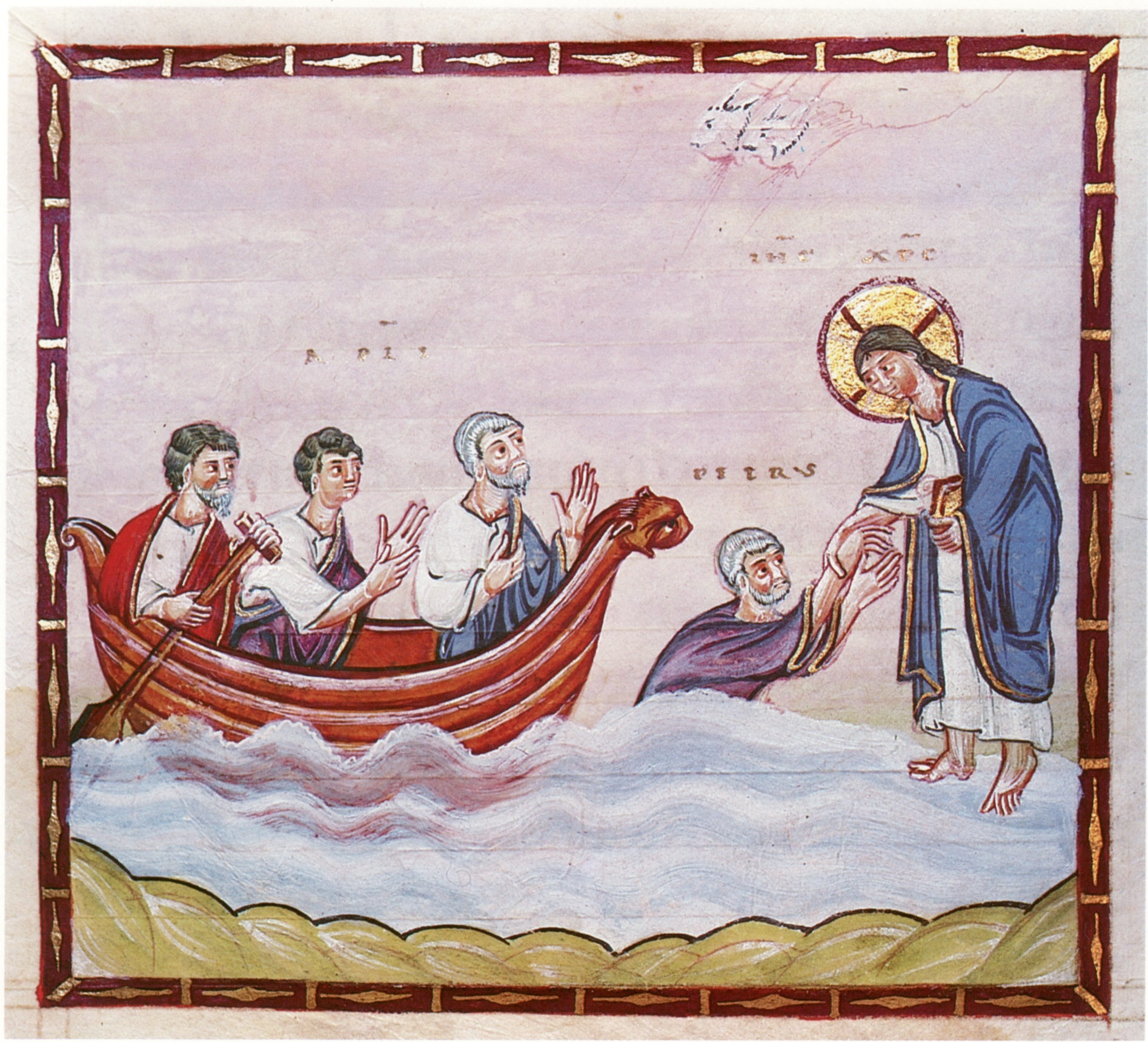
Codex Egberti, sec. al X-lea
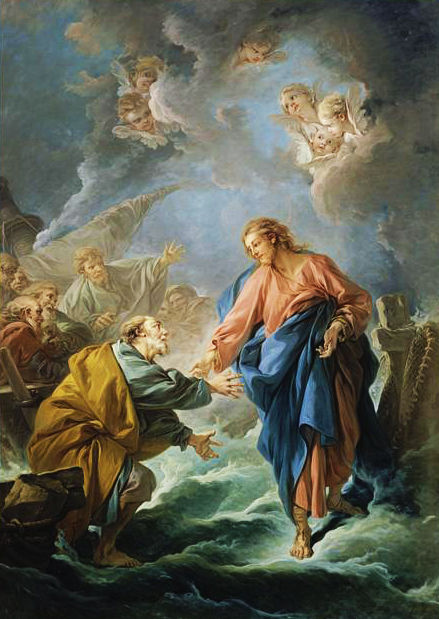
François Boucher  Cathédrale Saint-Louis (1766) Versailles
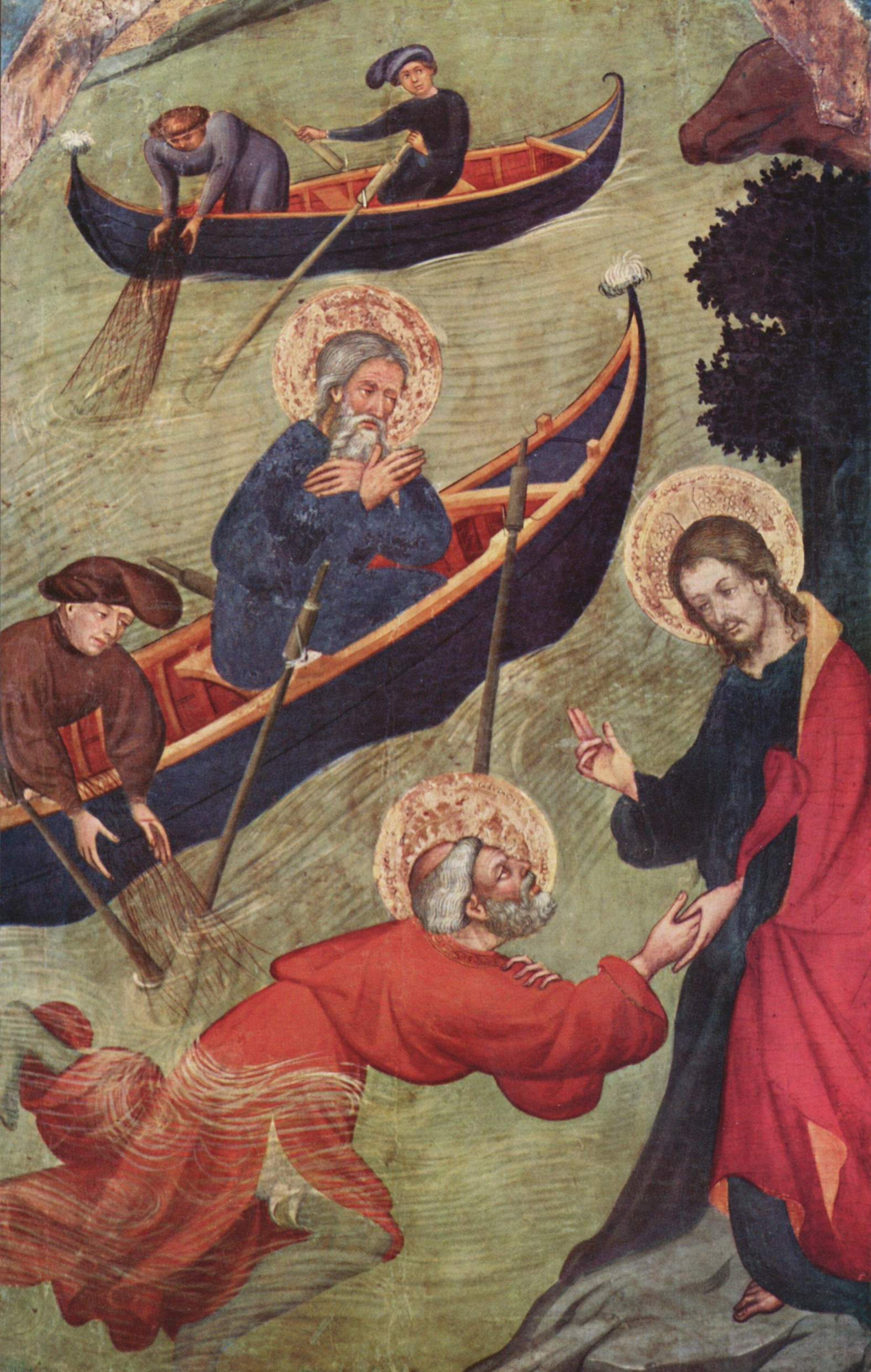
Lluís Borrassà, 1411